# با يو
با يو (26 مايو 1887–9 نوفمبر 1963) هو سياسي ومحامي بورمي،شغل منصب رئيس قضاة المحكمة العليا من 1948 حتى 1952،وشغل منصب رئيس ميانمار من 16 مارس 1952 حتى 13 مارس 1957.

## حياته
ولد في 26 مايو 1887،في مدينة باثين،وتخرج من مدرسة يانغون الحكومية في 1907،ودرس في جامعة كامبريدج وتخرج منها في 1912،والتحق بجامعة يانغون وحصل على الدكتوراه الفخرية في الآداب في أوائل الخمسينات.